# Neuerburg
Neuerburg település Németországban, Rajna-vidék-Pfalz tartományban. Lakosainak száma 1560 fő (2023. december 31.).

## Népesség
A település népességének változása:
| Lakosok száma | 1657 | 1530 | 1523 | 1516 | 1544 | 1561 | 1560 |
|               | 1975 | 2010 | 2017 | 2019 | 2021 | 2022 | 2023 |